# ۲٬۵-زایلیدین
۲٬۵-زایلیدین (به انگلیسی: 2,5-Xylidine) با فرمول شیمیایی C8H11N یک ترکیب شیمیایی با شناسه پاب‌کم 31335 است. 